# 부산시설공단
부산시설공단은 부산광역시청 산하의 교통과 도로시설물 관리공단 공기업이다.

## 연혁
- 1992년 2월 1일: 부산직할시 주차관리공단 창립
- 1998년 1월 1일: 부산광역시 시설관리공단 개편
- 2010년 1월 1일: 사명변경 부산광역시 "부산시설공단"